# إبراهيم بيغي
إبراهيم‌ بيغي هي قرية في مقاطعة نظر أباد، إيران. يقدر عدد سكانها بـ 652 نسمة بحسب إحصاء 2016.